# Ivö landskommun
Ivö landskommun var tidigare en kommun i dåvarande Kristianstads län.

## Administrativ historik
Kommunen bildades i Ivö socken i Villands härad i Skåne när 1862 års kommunalförordningar trädde i kraft. 
Vid kommunreformen 1952 uppgick kommunen i Fjälkinge landskommun som 1971 uppgick i Kristianstads kommun.

## Beskrivning av Ivö kommun
Ivö kommun låg i  Villands härad, och tillhörde Näsums landsfogdedistrikt, i Kristianstads fögderi, Villands domsaga och Villands härads väghållningsdistrikt samt ingick som moderförsamling i Ivö och Kiaby församlingars pastorat i Lunds stift, Villands kontrakt. Ivö kommun hade busslinje Ivö—Kristianstad.  
Kommunen bestod av ön Ivö i Ivösjön. Kommunen var tämligen kuperad. Högsta höjden inom kommunen var Ivöklack i norr. Landområdet var till stor del uppodlat och åkerjorden utgjordes av lera, sand och morängrus. De viktigaste näringarna i kommunen var jordbruket och ett kalk- och kaolinbrott. 

### Kaolinbrytning
Den norra delen av Ivö hyste öbornas allmänningsskog och betesmark. Delar av denna utmark blev under 1880-talet till industrimark. Det var då man började bryta kaolin och kalksten vid Blaksudden. Brytningen pågick fram till omkring 1960 alltså i huvudsak under tiden då Ivö landskommun fanns. Brottet var kommunens största arbetsplats.  

### Befolkning och skattekraft
Vid mitten av 1800-talet hade Ivö 436 mantalsskrivna. År 1900 fanns 367 bofasta och 1950 fanns 327 personer registrerade. 1990 hade Ivö 153 fast boende och som lägst var befolkningssiffran 144 1994.
Folkmängden var 411 år 1921 och 397 år 1931. Taxeringsvärde för skattepliktig fastighet var 1930: för jordbruksfastighet 574 500 kr., varav 529 600 jordbruksvärde 29 900 skogsvärde och 15 000 tomt- och industrivärde, för andra fastigheter 348 800 kr. Taxeringsvärde för skattefria fastighet var 1930: för andra fastighet tillhöriga kommuner med flera 78 000 kr., varav kyrka 20 000 kr och 2 folkskolor 45 000. Till kommunal inkomstskatt taxerad inkomst var1930: 123 360 kr. Antal skattekronor 1931: 1039.
Kommunalskatten var 1931: 16,00 kr., varav borgerlig kommun 5,93, kyrkan 3,33 och skolan 6,74.
Landstingsskatt var 1931: 2,10 kr. Vägskatt var 1931: 0,20 kr. per fyrk. Tillgångar för den borgerliga kommunen vid slutet av 1928 utgjordes av 6 133 kr., varav fastigheter stod för 4 348 kr., och den kyrkliga kommunen hade 34 955 kr i tillgångar, varav fastigheter utgjorde 31400 kr. Skulder vid samma tidpunkt var för den borgerliga kommunen 2 860 kr och för den kyrkliga kommunen  17 523  kr. 

### Skolor
Fru Gunnel (Gunhild) Andersson bedrev under sommartid barnskola på nr 6 vid Ljungen på Ivö. Efter 1866 blev det ordinarie  småskola där. Ett rum i huset inreddes till skolsal. I huset bodde också Gunnels familj. Skolan ersattes 1894 av sockenstugan och 1920 byggdes en småskola i byn. Skolan i Ivö by låg vid korsningen Klackavägen och Ärkebiskopens väg. Skolan hade storskola och småskolan från 1920.